# Liam Morrison
Liam Morrison (Saltcoats, Escocia, 7 de abril de 2003) es un futbolista escocés que juega como defensa en el Queens Park Rangers F. C. de la EFL Championship.

## Trayectoria

### Inicios
Nació en Saltcoats, Escocia, y jugó en los gigantes escoceses Rangers F. C. y Celtic F. C. como jugador juvenil.

### Celtic F. C.
Después de algunas actuaciones impresionantes con este último, se le relacionó con un traslado a varios clubes ingleses, así como al equipo alemán TSG 1899 Hoffenheim.
Fue promovido a la plantilla del primer equipo del Celtic para los amistosos de pretemporada en Austria y Suiza en junio de 2019.

### Bayern de Múnich
Por aquel entonces, el campeón alemán Bayern de Múnich hizo una oferta de fichaje antes de que el Celtic pudiera atarlo con un contrato profesional. A pesar de los esfuerzos del Celtic por convencerle de que se quede, se incorporó al Bayern en agosto de 2019, y más tarde reveló que su principal motivo para fichar fue el camino hacia el primer equipo del conjunto alemán que le habían planteado. También se le citó diciendo que al principio creía que el interés del equipo de Baviera era "una broma".
Se integró bien en los equipos juveniles del Bayern de Múnich, citando a los entrenadores Miroslav Klose y Martin Demichelis como grandes influencias para mejorar su juego. En octubre de 2020 fue nombrado entre los 60 mejores talentos jóvenes del mundo por el periódico inglés The Guardian. Después de que Barry Hepburn diera el mismo paso del Celtic al Bayern, se le atribuyó el mérito de ayudar a su compatriota más joven a integrarse en la plantilla.

## Selección nacional
Ha representado a Escocia en las categorías sub-16, sub-17, sub-19 y sub-21. Marcó dos goles con la selección sub-17 de Escocia en la victoria por 2-1 en la clasificación al Campeonato Europeo Sub-17 de la UEFA 2020 contra Islandia en 2019.

## Estadísticas

### Clubes
Actualizado al último partido disputado el 27 de abril de 2024.
| Club                            | Div.          | Temporada     | Liga  | Liga  | Copas nacionales | Copas nacionales | Copas internacionales | Copas internacionales | Total | Total |
| Club                            | Div.          | Temporada     | Part. | Goles | Part.            | Goles            | Part.                 | Goles                 | Part. | Goles |
| ------------------------------- | ------------- | ------------- | ----- | ----- | ---------------- | ---------------- | --------------------- | --------------------- | ----- | ----- |
| Bayern de Múnich II · Alemania  | 4.ª           | 2021-22       | 4     | 0     | ―                | ―                | ―                     | ―                     | 4     | 0     |
| Bayern de Múnich II · Alemania  | 4.ª           | 2022-23       | 20    | 1     | ―                | ―                | ―                     | ―                     | 20    | 1     |
| Bayern de Múnich II · Alemania  | Total club    | Total club    | 24    | 1     | 0                | 0                | 0                     | 0                     | 24    | 1     |
| Wigan Athletic F. C. Inglaterra | 3.ª           | 2023-24       | 30    | 1     | 5                | 1                | ―                     | ―                     | 35    | 2     |
| Wigan Athletic F. C. Inglaterra | Total club    | Total club    | 30    | 1     | 5                | 1                | 0                     | 0                     | 35    | 2     |
| Total carrera                   | Total carrera | Total carrera | 54    | 2     | 5                | 1                | 0                     | 0                     | 59    | 3     |